# Lepthoplosternum
Lepthoplosternum is een geslacht van straalvinnige vissen uit de familie van de pantsermeervallen (Callichthyidae).

## Soorten
- Lepthoplosternum altamazonicum Reis, 1997
- Lepthoplosternum beni Reis, 1997
- Lepthoplosternum pectorale (Boulenger, 1895)
- Lepthoplosternum stellatum Reis & Kaefer, 2005
- Lepthoplosternum tordilho Reis, 1997
- Lepthoplosternum ucamara Reis & Kaefer, 2005